# Tabula Rasa (игра)
Richard Garriott’s Tabula Rasa — MMORPG от NCsoft, созданный некоторыми создателями Ultima Online, в том числе Ричардом Гэрриотом. Эта RPG совмещает в себе некоторые аспекты шутера в боевой системе. Официальный запуск был произведен 2 ноября 2007. Пользователи, которые сделали предзаказ, получили доступ к серверам уже 30 октября 2007. Игра просуществовала до 28 февраля 2009 года.
Tabula Rasa рассказывает о последнем противостоянии человечества и группы инопланетян, называющихся Пагуба (The Bane). История происходит в недалеком будущем на двух планетах, Arieki и Foreas, который сводится к постоянным конфронтациям между АОС (Армией Объединённых Свободомыслящих) и Пагубой (The Bane). Термин tabula rasa (в переводе с латинского очищенная таблица для письма), означает новое начинание.
В игре включена возможность игроков влиять на результат войны между игровыми персонажами и NPC.

## История разработки
Начиная с мая 2007 года, игра претерпела крупные двухлетние реорганизации. Постоянные конфликты между разработчиками и неоднозначность направления создания игры привели к этим драматическим изменениям. Четверть первоначальной команды была заменена и 75 % кода было переписано. Некоторые сотрудники, которые работали над другими проектами NCSoft, были переведены в команду разработчиков Tabula Rasa, в том числе координатор по работе с сообществом Эйприл «CuppaJo» Барба. На E3 2005 игра предстала в её теперешнем облике научной фантастики.

### Бета тест
NCSoft начала раздавать приглашение на ограниченный закрытый бета-тест 5 января 2007, который начался 2 мая. Изначально приглашения давались, как призы конкурсов, но, начиная с 8 августа, несколько тысяч дополнительных приглашений было распространено через сайты FilePlanet и Eurogamer. Соглашение о неразглашении для бета-теста было прекращено 5 сентября и сам тест был окончен 26 октября с тематическим событием, где игроков пригласили попробовать убить персонажа General British, которым играет создатель игры Ричард Гэрриот.

### Бонусы
Предзаказ бонусного пака был доступен на сайте PlayNC, один для Европы и один для США. Европейский пак продавался за €4.99 и американский — за $4.99 с возможностью приобрести полную официальную версию игры за $49.99. Каждый пак в себе содержал:
- Ключ для открытия бонусного игрового содержимого и доступ к бета-тесту
- Эксклюзивные не боевые питомцы Shell Bot или Pine-Ock, по одному на персонажа
- Два эксклюзивных движения(emotes) персонажа
- Возможность начать играть в полную версию игры за три дня до официального запуска

Также были выпущены Стандартное и Коллекционное издания игры. Обе содержат клиент игры и ключ для создания аккаунта с 30 днями оплаченной игры. Также Коллекционное издание включало в себя ещё несколько бонусов:
- Полное цветное руководство по игре, содержащее концепт-арт
- Письмо с наставлениями от General British
- Собрание карт различных игровых локаций
- AFS Challenge Coin и собрание Tabula Rasa Dog Tags
- Плакат «Black Ops»
- «Making of» Tabula Rasa DVD-видео диск
- 3 эксклюзивных бонуса доступных только через Коллекционное издание: Boo Bot, не боевой питомец; набор из 4 уникальных красок для брони; уникальное движение (emote) персонажа.

### Закрытие игры
С 10 января 2009 года доступ на игровые серверы стал бесплатным, а 28 февраля 2009 года игра была официально закрыта.
Всем активным на 21 ноября 2008 г. подписчикам были предложены специальные бонусы.

## Предыстория
Однажды существовала цивилизация могущественных инопланетян, известных как Ило (Eloh). Они распространяли знания о Знаках (Logos), способности управлять событиями и энергией лишь силой мысли, менее развитым расам. Одна из этих менее развитых рас, Тракс (Thrax), использовала эту способность, чтобы начать войну против Ило, войну, которую Ило с трудом выиграли. Это привело к великому разделению Ило. Одна часть хотела распространять знания о Знаках, как прежде. Другие же, назвавшихся Нэф (Neph), стремились контролировать развитие других рас, чтобы они, Нэф, оставались высшими существами. Этот внутренний конфликт заставил Нэф покинуть Ило и начать поиски других союзников, среди которых оказались побеждённые Траксы, что, объединившись, создали альянс Пагуба (Bane), ныне контролируемый Нэф.
Они напали и разрушили мир Ило, и оставшиеся Ило в живых бежали в другие миры. И однажды, в нашем недалеком будущем, Пагуба атаковала Землю. Человечество оказалось беспомощным перед мощью нападающих и было почти полностью уничтожено. К счастью, с помощью спрятанных многие столетия назад порталы Ило, были эвакуированы все, кто мог драться, в другие миры. Там люди нашли другие расы, которые также бежали со своих домов, чтобы спастись от Пагубы. Они объединяются в АОС, Армию Объединённых Свободомыслящих (AFS, Allied Free Sentients), чтобы сражаться против Пагубы.
Судя по информации из руководства по игре, прошло пять лет с тех пор, как была атакована Земля. Хоть основной задачей АОС остается возвращение на родные планеты, судьба Земли до сих пор неизвестна.
Женщину, которая изображена на обложке диска и присутствует во вступительном видео к игре, зовут Сара Моррисон.

## Геймплей

### Боевая система
Боевая система представляет собой смесь шутера от третьего лица(TPS) и РПГ. Это не чистый шутер, так как в игре присутствует привязка прицеливания и сила атаки множится на случайно сгенерированное число. Привязку можно настраивать под игрока. Некоторое оружие, к примеру ружьё, не имеет привязку прицеливания. Также в Tabula Rasa урон зависит от типа оружия, патронов, стойки, укрытия и движения. У NPC весьма толковый AI и они используют преимущества местности, численности отряда и расположения игроков. Все это, в совокупности с передвижениями, в реальном времени и физической системой заставляет игрока думать тактически, к примеру, — уйти в укрытие, чтобы перезарядить оружие, обойти противника со стороны, чтобы застать врасплох.

### Миссии и раскрытие сюжета
Миссии игрок получает от NPC. Некоторые из заданий изменяются в зависимости от положения дел на поле боя. Другие требуют доступ к некоторым контрольным пунктам, которые могут быть под контролем Пагубы, что требует атаки и захвата контрольного пункта.
У миссий также могут быть несколько способов развития сюжета. Например, есть миссия, где нужно уничтожить плотину, чтобы остановить продвижение Пагубы, но тогда потоком будет уничтожен поселок с невинными жителями. Игроку предоставляется возможность предупредить жителей перед атакой. Эти так называемые «этические притчи» составляют около 20 % всех миссий. Миссии, которые игрок выбирает, и какие действия он произвел на их протяжении, влияют на то, как некоторые NPC будут относиться к персонажу.
Некоторые миссии приведут игрока к ранее недоступным локациям с глубоким раскрытием сюжета, головоломками, ловушками и новыми NPC. Другие будут преисполнены этический противоречий. Игроку придется принимать различные решения, которые повлияют на прогресс продвижения по миссиям. «Этические и моральные дилеммы. Вот что мы хотели реализовать в Tabula Rasa с самого начала. Главное, дать вам минуту, чтобы остановиться и обдумать свои решения, прежде чем закончить миссию.»

### Знаки
Знаки (Logos) это пиктографический язык оставленный Ило. Продвигаясь по игре персонаж находит новые Знаки, которыми он заполняет свою таблицу Знаков, очищенную таблицу, и изучает язык инопланетян, чтобы обрести необычные силы. Знаки можно назвать эквивалентом магии в Tabula Rasa. Но так как магия это в основном что-то сверхъестественное и необъяснимое, Знаки показаны, как нечто объясняющее сам процесс эволюции в сверхсущество. Игроки могут улучшать свои новые способности и получать новое тактическое превосходство над противником. Некоторые знаки помогают улучшить базовые способности, такие как электростатические разряды, спринт, восстановление сил и т. д. Другие же имеют новое применение; они спрятаны по всему миру Tabula Rasa и их не так легко найти.

## Создание персонажа
В Tabula Rasa есть древо классов персонажей. Все начинают с первого «яруса»(ветки) Рекрут(Recruit) и «продвигаются» дальше, перемещаясь на другую ветку. На втором «ярусе» находятся Солдат(Soldier) и Специалист(Specialist), которые в свою очередь имеют по два собственных субкласса. На время закрытия проекта существовало 4 яруса.
В Tabula Rasa также имеется функция клонирования на каждом из ярусов. Она работает как сохранение игры для персонажа перед переходом на следующий ярус, таким образом игрок может опробовать другой класс без необходимости повторять предыдущие уровни.
В патче версии 1.4.6 были представлены гибридные персонажи. Это люди, чья ДНК комбинированная с ДНК Траксов, Форин (Forean) или Бранн (Brann) для изменения и улучшения некоторых параметров персонажа. Возможность создавать гибриды через меню создания персонажа или клонирования появляется только после выполнения череды определённых миссий.

## Оценки игровых СМИ
| Сводный рейтинг | Сводный рейтинг |
| Агрегатор       | Оценка          |
| --------------- | --------------- |
| GameRankings    | 78,30 %         |

Российский игровой журнал «Игромания» дал игре рейтинг 7.5 из 10 .